# HarperCollins

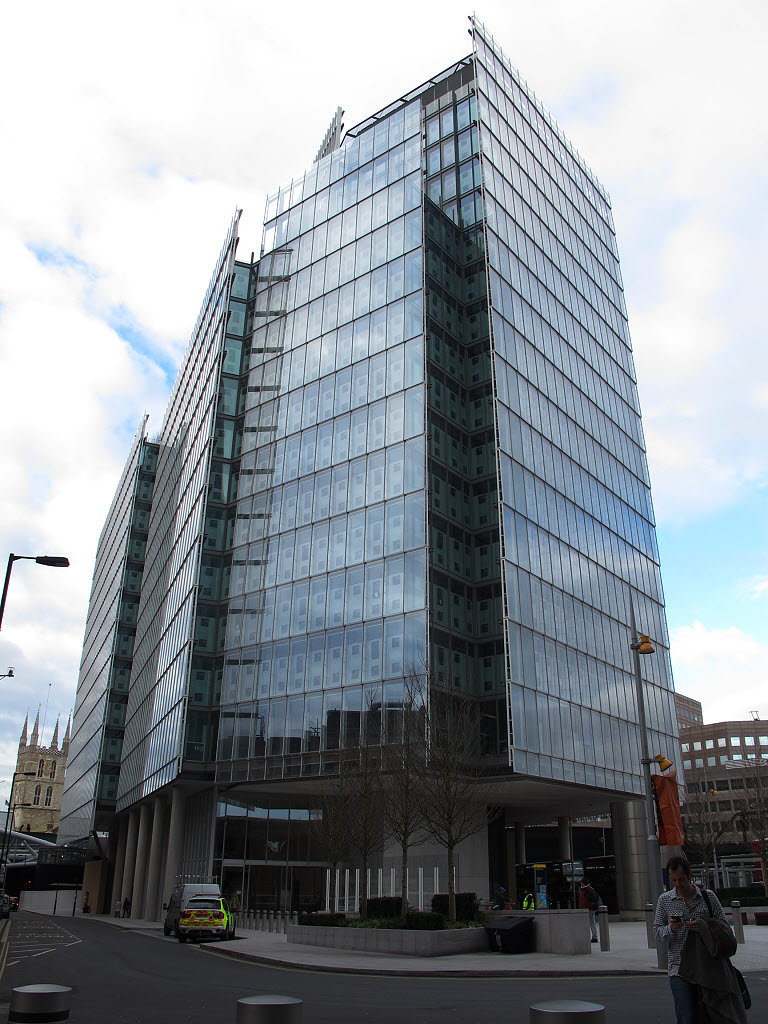
The News Building, główna siedziba wydawnictwa mieszcząca się w Londynie (2014)

HarperCollins – brytyjsko-amerykańskie wydawnictwo, powstałe z wykupienia szkockiego wydawnictwa Collins przez Ruperta Murdocha w roku 1990. Publikacje wydawnictwa obejmują m.in. słowniki jedno- i dwujęzyczne, literaturę piękną i użytkową oraz książki religijne. Dochody wydawnictwa wynoszą 1 mld dolarów rocznie. Oficyna jest jednym z największych wydawnictw w Stanach Zjednoczonych – przyjmując za kryterium liczbę sprzedanych egzemplarzy, w 2016 roku była na drugim miejscu w rankingu największych sprzedawców książek w USA.
Wydawnictwo Collins powstało w Glasgow w roku 1819. Od lat pięćdziesiątych dziewiętnastego wieku ma profil edukacyjny. Publikowali w nim m.in. Agatha Christie, Herbert George Wells i John R.R. Tolkien.
Jest jednym z największych wydawców słowników. Wraz z uniwersytetem w Birmingham stworzył bazę COBUILD, korpus tekstów do celów leksykograficznych (Collins COBUILD English Language Dictionary), w skład którego wchodzi (2009 r.) około 2 000 000 słów.
Wydawnictwo Harper zostało założone w Nowym Jorku w r. 1817. Publikowało dzieła m.in. Marka Twaina, Charlesa Dickensa, Johna F. Kennedy’ego.